# Motordjævlen
Motordjævlen (originaltitel Sporting Youth) er en amerikansk stumfilm fra 1924 instrueret af Harry A. Pollard.

## Medvirkende
- Reginald Denny som Jimmy Wood
- Laura La Plante som Betty Rockford
- Hallam Cooley som Walter Berg
- Frederick Vroom som John K. Walker
- Lucille Ward som Mrs. Rockford
- Malcolm Denny som Wood
- Leo White
- Henry A. Barrows som William Rockford
- Rolfe Sedan